# Пибелс (Охајо)
Пибелс (енгл. Peebles) град је у америчкој савезној држави Охајо.

## Демографија
По попису из 2010. године број становника је 1.782, што је 43 (2,5%) становника више него 2000. године.
| Група             | 2000.         | 2010.         |
| Белци             | 1.694 (97,4%) | 1.722 (96,6%) |
| Афроамериканци    | 6 (0,3%)      | 5 (0,3%)      |
| Азијати           | 5 (0,3%)      | 1 (0,1%)      |
| Хиспаноамериканци | 8 (0,5%)      | 27 (1,5%)     |
| Укупно            | 1.739         | 1.782         |